# Petra Bertholdová
Petra Bertholdová (* 24. listopadu 1984) je bývalá česká fotbalová obránkyně, která hrála za Spartu Praha v I. lize žen v letech 2004 až 2024.
Byla hráčkou české reprezentace. Bertholdová debutovala za reprezentaci dne 24. března 2002 v zápase proti Norsku. V letech 2009 až 2011 chyběla v reprezentaci kvůli zranění kolena a následné operaci. Dne 17. září 2021 odehrála Bertholdová svůj stý zápas za Česko v kvalifikaci na mistrovství světa ve fotbale žen 2023 proti Nizozemsku. Dne 3. prosince 2024 se Bertholdová po prohře 1:2 s Portugalskem rozhodla ukončit svou reprezentační kariéru.